# Odprti podatki
Odprti podatki (angleško open data) so podatki, ki so prosto dostopni ter vsakomur na uporabo in ponovno uporabo ter prerazporejanje brez omejitev avtorskih pravic in kakršnih koli prepovedi kopiranja in objavljanja. Pozitivna značilnost odpiranja podatkov je mogoča nadaljnja povezljivost podatkov ter ustvarjanje novega znanja. Ključen poudarek odprtih podatkov je, da se odpirajo le neosebni podatki, torej tisti, ki ne vsebujejo informacij o določenih posameznikih. Enako velja za podatke javne uprave, saj so ti lahko omejeni z nacionalnimi varnostnimi omejitvami.
Filozofija odprtih podatkov ima precej dolgoleten staž, sam pojem odprtih podatkov pa je v praksi še vedno precej nov, ampak postaja vedno bolj priljubljen predvsem zaradi hitrega vzpona interneta in svetovnega spleta. Nenazadnje pa tudi z uvedbo vladnih iniciativ odprtih podatkov po celem svetu.

## Definicija odprtih podatkov
Pogosto uporabljen izraz open data se nanaša na podatke in informacije, ki presegajo izključno vladne institucije ampak vključuje tiste iz drugih pomembnih interesnih skupin kot so poslovneži, industrija, državljani, neprofitne in nevladne organizacije, znanost ter izobraževanje.
Definicija odprtih podatkov zajema:
- razpoložljivost in dostop: podatki morajo biti na dostopni kot celota, in sicer za razumljivo ceno za razmnoževanje. Po možnosti redistrubuiranja prek spleta. Zato morajo biti podatki na voljo v priročni in spremenljivi obliki.
- ponovno uporabo in prerazdelitev: podatki morajo biti zagotovljeni v skladu s pogoji za ponovno uporabo in uporabo v kombinaciji z drugimi podatki.
- univerzalna udeležba: vsakdo se lahko posluži uporabe, ponovne uporabe in razširitve podatkov. Ne sme biti diskriminacije proti osebam ali skupinam uporabnikov zaradi določenih področij prizadevanja uporabe podatkov.

## Zgodovina
Najprej je pobuda glede odpiranja podatkov v javni upravi je prišla iz ZDA.
Zgodovina odprtih podatkov sega v leto 2007, ko se je v mestu Sebastopol v Kaliforniji, v združenih državah amerike, zbralo 30 razvijalcev odprtih podatkov. Skupaj so zapisali 8 načel, ki so bila namenjena odprtim vladnim podatkom  (angleško open-government data). Načela so bila povod v novo obdobje demokratičnih inovacij in gospodarskih priložnosti z namenom najti preprost način, kako bi lahko vlade dale na voljo svoje podatke na vpogled in uporabo širši javnosti. Tak način bi pripomogel k boljšemu delovanju vlad, saj bi ljudje imeli večjo preglednost nad samim delovanjem vlade.
Osem preprostih načel se glasi:
- popolnost: podatki morajo biti popolni, poleg tega morajo biti vsi javni podatki na razpolago javnosti. To so podatki, ki niso predmet zasebnosti ali varnosti;
- primarnost: objavljeni morajo biti v izvorni razdrobljeni obliki in ne v spremenjenih oblikah;
- pravočasnost: zaradi ohranjanja vrednosti podatkov so na voljo takrat, kot je to potrebno;
- dostopnost: dostopni morajo biti najširšemu krogu uporabnikov za različno uporabo;
- strukturiranost za strojno obdelavo;
- nediskriminatornost: na voljo morajo biti vsakomur, brez zahteve po kakršnikoli registraciji;
- zapisani v nelastniških formatih: torej ne smejo biti zapisani v obliki, v kateri ima lahko nekdo izključni nadzor;
- nelicenčni: podatki ne smejo biti predmet avtorskih pravic, patentov ali blagovnih znamk. Lahko se omeji dostop do podatkov, če je tako določeno v specifični zakonodaji.

Zvezna vlada Združenih držav Amerike je januarja, dve leti kasneje, na prvi dan delovanja ameriškega predsednika Baracka Obame, izdala Memorandum o transparentnosti in odprti Vladi (angleško Memorandum For The Heads of Executive Departments and Agencies). Memorandum je podpisal ameriški predsednik Barack Obama. Osnovna ideja odprte vlade je bila in seveda še vedno je, vzpostaviti sodoben način sodelovanja med organi javne uprave, v sami javni upravi, industriji ter med zasebniki. Na tak način bi bila omogočena večja preglednost, demokracija, udeležba in sodelovanje. V evropskih državah se pojem »odprta vlada« (angleško open government) pogosto obravnava kot naravni spremljevalec pri e-upravi.
V Evropi se je najprej na ozemlju Anglije razvil podoben projekt, in sicer Data.gov.uk, kjer so dali sprva na voljo podatke britanske vlade z izjemo osebnih podatkov. Začetek projekta sega v leto 2009, ko so naredili testno različico, medtem ko so projekt javno zagnali leta 2010. Januarja 2013 je baza vsebovala že preko 9.000 podatkovnih nizov.
Uresničevanje politike odprtih podatkov v Veliki Britaniji se nanaša na (angleško Freedom of Information Act), kateri povsem dopušča lastnikom podatkov, da podatke v kakršni koli primerni obliki in mediju objavijo na splet. Na splošno naj bi pomenilo "odprt" dostopen vsem, ne glede na pogoje uporabe.

### Slovenija
V Sloveniji so podobne iniciative v teku, vendar je vse skupaj v zelo začetni fazi, medtem ko je Evropa na tem mestu že kar nekaj korakov naprej - pripravljeni so npr. poenoteni slovarji ter terminologija, s pomočjo katerih lahko opisujemo in objavljamo podatke. V ta namen imamo Zakon o dostopu do informacij javnega značaja (okr. ZDIJZ). V EU pa je bila v ta namen izdana Direktiva o ponovni uporabi podatkov javnega sektorja.
V Sloveniji je Ministrstvo za javno upravo je vzpostavilo nacionalni portal odprtih podatkov Slovenije OPSI, ki nudi odprte podatke o prebivalstvu in družbi, pravosodju, javnem sektorju, izobraževanju, kulturi, športu, sociali, zdravju, zaposlovanju, okolju, prometu, kmetijstvu, financah, gospodarstvu, energetiki, znanosti, mednarodnih zadevah. Prav tako nekatere občine nudijo odprte podatke (npr. Ljubljana, Tržič)
V Evropski Uniji (okr. EU) imamo portal odprtih podatkov Arhivirano 2016-01-07 na Wayback Machine. (angleško European Union Open Data Portal), kjer lahko najdemo podatke na bazi EU kot so npr. podatki o zaposlenosti, dolžine železniških prog, registere dokumentov, evropske projekte, podatke o telekomunikacijah, idr. Te podatke objavljajo npr. Eurostat, evropska banka, evropska agencija za okolje, generalni direktorat za konkurenco ter že ogromno drugih.
Poznamo tudi spletno stran publicdata.eu, kjer so po sklopih objavljeni odprti podatki s področja financ, okolja, transporta, zdravja idr.
Uresničevanje politike odprtih podatkov v Veliki Britaniji se nanaša na (angleško Freedom of Information Act), kateri povsem dopušča lastnikom podatkov, da podatke v kakršni koli primerni obliki in mediju objavijo na splet. Na splošno naj bi pomenilo "odprt" dostopen vsem, ne glede na pogoje uporabe.